# Prikpen (glucosemeting)
Een prikpen is een hulpmiddel voor diabetespatiënten bij de zelfcontrole van hun bloedglucosespiegel. Voor de daadwerkelijke meting van de suikerspiegel wordt gebruikgemaakt van een glucosemeter. In aanvulling daarop wordt echter vaak een prikpen gebruikt, om het ongemak van het geregelde prikken (meestal in de vingertop) te beperken.
Een prikpen bevat meestal een lancethouder met een aantal lancetten. Door het indrukken van een knop wordt het lancet gecontroleerd en snel de huid in gedrukt. Daardoor komt net voldoende bloed vrij om de glucosespiegel te meten, maar kan de beschadiging van de huid, en dus ook de pijn van de prik, worden beperkt. Na elk gebruik wordt het betreffende lancet verwijderd door deze uit te werpen of door te draaien. 
Eind 2007 ontstond er in Nederland veel ophef over het onjuist gebruik van prikpennen door professionele zorgverleners. Prikpennen die bedoeld waren voor particulier en privégebruik bleken in een aantal zorginstellingen en ook in de Groningense Mesdagkliniek te zijn toegepast. Honderden patiënten bleken te zijn blootgesteld aan het risico op besmetting met onder andere hepatitis en hiv doordat lancetten niet werden vervangen. Normaal gesproken wordt in dergelijke professionele situaties gebruikgemaakt van priksystemen voor eenmalig gebruik.